# Manchester United Football Club 2022-2023
Questa voce raccoglie le informazioni riguardanti il Manchester United Football Club nelle competizioni ufficiali della stagione 2022-2023.

## Stagione
Dopo la stagione precedente, terminata al 6º posto, il Manchester United riparte in panchina dall'allenatore olandese Erik ten Hag, reduce dall'esperienza all'Ajax vincitore della scorsa stagione di Eredivisie.
L'avvio in Premier League è però pessimo: i Red Devils perdono infatti in casa la partita d'esordio contro il Brighton per 2-1, e in seguito vengono stracciati per 4-0 in casa del Brentford. Inizia però una serie di quattro vittorie consecutive contro Liverpool, Southampton, Leicester City e Arsenal, e nonostante vengano sonoramente battuti dal City nel derby per 6-3, inanellano non poche vittorie (interpellate solo da un pari a reti inviolate contro Newcastle Utd, un altro pari per 1-1 contro il Chelsea e una sconfitta per 3-1 in casa dell’Aston Villa). In tal modo, concludono la parte invernale pre-sosta mondiali al quinto posto, in zona Europa League, saltando però due partite per decisione della federcalcio inglese a seguito della morte della regina Elisabetta II.
Intanto, in Europa League, i Red Devils finiscono sorteggiati nel girone E con gli spagnoli del Real Sociedad, i moldavi dello Sheriff Tiraspol e i ciprioti dell'Omonia. Il percorso nei gironi si conclude con cinque vittorie e una sconfitta (1-0 contro la Real Sociedad nella partita d'esordio); il Man United è appaiato agli spagnoli con 15 punti, ma la differenza reti minore lo obbliga a giocare gli spareggi, dove affronta un'altra squadra spagnola, il Barcellona.
Da notare che, in questa stagione, Cristiano Ronaldo segna un solo gol in Premier League (nella partita in trasferta contro l'Everton) e due in Europa League (in entrambe le partite contro lo Sheriff); lo stesso Cristiano lascerà il club prima della pausa dei mondiali in Qatar, dopo il quale passerà poi all'Al-Nassr, che ufficializzerà il suo ingaggio il 1º gennaio 2023. Vera star della stagione è invece Rashford, autore di 4 reti in Premier, 3 in Europa League, e una nella vittoriosa gara di andata contro l'Aston Villa al terzo turno di EFL Cup. A tale vittoria seguono quelle contro il Burnley per 2-0 agli ottavi e il Charlton ai quarti per 3-0; alle semifinali, lo United dovrà affrontare in doppia partita il Nottingham Forest. Del pari, in FA Cup, lo United batte per 3-1 l'Everton al terzo turno, e al quarto dovrà affrontare il Reading, che batte sempre per 3-1. Queste ultime vittorie sono quelle che aprono il 2023, e in Premier sono affiancate anche dai trionfi contro il Bournemouth e soprattutto contro nel derby contro il City in rimonta per 2-1. Il cammino in coppa prosegue con altri due 3-1, contro il West Ham al quinto turno e il Fulham ai quarti, mentre invece la semifinale contro il Brighton si conclude con una lotteria ai rigori finita 7-6 per i Red Devils dopo lo 0-0 ai supplementari, ma alla fine essi si arrendono alla finale finita 2-1 contro i concittadini del City. Si conclude invece positivamente il cammino in EFL Cup: dopo la suddetta vittoria contro l'Aston Villa, il Man United batte il Burnley agli ottavi per 2-0, il Charlton ai quarti per 3-0, il Nottingham Forest alle semifinali per 3-0 in trasferta e per 2-0 in casa, e il Newcastle per 2-0 nella finale di coppa di lega.
Di ritorno in Europa League, la partita d'andata con il Barcellona finisce 2-2, ma al ritorno, all'Old Trafford, i Red Devils trionfano per 2-1. Agli ottavi affrontano un'altra squadra spagnola, il Real Betis, che viene battuto per 4-1 all'andata e per 1-0 al ritorno. I quarti li vedono contro l'ennesima squadra spagnola, il Siviglia, poi campione della competizione, contro cui il Man United pareggia 2-2 all'andata e perde 3-0 nella trasferta di ritorno. Resta dunque il campionato, dove il girone di ritorno vede, tra le altre cose, un'altra batosta subita per mano del Liverpool per 7-0, ma alla fine, dopo un breve periodo poco positivo, il Man United riesce a racimolare abbastanza punti da terminare terzo in classifica, sufficiente per qualificarsi alla Champions League della stagione successiva.

## Maglie e sponsor
| Casa | Trasferta | Terza divisa | Portiere Casa | Portiere Trasferta | Portiere Terza |

## Organigramma societario
Area direttiva
- Presidenti: Joel Glazer, Avram Glazer

Area tecnica
- Allenatore: Erik ten Hag
- Vice allenatore: Mitchell van der Gaag, Steve McClaren
- Collaboratore tecnico: Eric Ramsay
- Preparatore dei portieri: Richard Hartis
- Collaboratore preparatore dei portieri: Craig Mawson
- Responsabile settore medico: Steve McNally
- Responsabile preparazione atletica: Richard Hawkins
- Responsabile riabilitazione e fisioterapia: Robin Sadler
- Preparatori atletici: Paolo Gaudino, Charlie Owen

## Rosa
Rosa e numerazione aggiornate al 6 gennaio 2023.
| N. |                           | Ruolo | Calciatore               |
| -- | ------------------------- | ----- | ------------------------ |
| 1  | Spagna (bandiera)         | P     | David de Gea             |
| 2  | Svezia (bandiera)         | D     | Victor Lindelöf          |
| 3  | Costa d'Avorio (bandiera) | D     | Eric Bailly              |
| 4  | Inghilterra (bandiera)    | D     | Phil Jones               |
| 5  | Inghilterra (bandiera)    | D     | Harry Maguire (capitano) |
| 6  | Argentina (bandiera)      | D     | Lisandro Martínez        |
| 7  | Portogallo (bandiera)     | A     | Cristiano Ronaldo        |
| 8  | Portogallo (bandiera)     | C     | Bruno Fernandes          |
| 9  | Francia (bandiera)        | A     | Anthony Martial          |
| 10 | Inghilterra (bandiera)    | A     | Marcus Rashford          |
| 11 | Inghilterra (bandiera)    | A     | Mason Greenwood          |
| 12 | Paesi Bassi (bandiera)    | D     | Tyrell Malacia           |
| 14 | Danimarca (bandiera)      | C     | Christian Eriksen        |
| 16 | Costa d'Avorio (bandiera) | A     | Amad Diallo              |
| 17 | Brasile (bandiera)        | C     | Fred                     |
| 18 | Brasile (bandiera)        | C     | Casemiro                 |
| 19 | Francia (bandiera)        | D     | Raphaël Varane           |
| 20 | Portogallo (bandiera)     | D     | Diogo Dalot              |
| 21 | Brasile (bandiera)        | A     | Antony                   |
| 22 | Inghilterra (bandiera)    | P     | Tom Heaton               |

| N. |                        | Ruolo | Calciatore         |
| -- | ---------------------- | ----- | ------------------ |
| 23 | Inghilterra (bandiera) | D     | Luke Shaw          |
| 25 | Inghilterra (bandiera) | A     | Jadon Sancho       |
| 26 | Inghilterra (bandiera) | P     | Dean Henderson     |
| 27 | Brasile (bandiera)     | D     | Alex Telles        |
| 28 | Uruguay (bandiera)     | A     | Facundo Pellistri  |
| 29 | Inghilterra (bandiera) | D     | Aaron Wan-Bissaka  |
| 31 | Inghilterra (bandiera) | P     | Jack Butland       |
| 33 | Inghilterra (bandiera) | D     | Brandon Williams   |
| 34 | Paesi Bassi (bandiera) | C     | Donny van de Beek  |
| 36 | Svezia (bandiera)      | A     | Anthony Elanga     |
| 37 | Inghilterra (bandiera) | C     | James Garner       |
| 38 | Inghilterra (bandiera) | D     | Axel Tuanzebe      |
| 39 | Scozia (bandiera)      | C     | Scott McTominay    |
| 43 | Inghilterra (bandiera) | D     | Teden Mengi        |
| 46 | Tunisia (bandiera)     | C     | Hannibal Mejbri    |
| 47 | Inghilterra (bandiera) | A     | Shola Shoretire    |
| 49 | Argentina (bandiera)   | A     | Alejandro Garnacho |
| 73 | Inghilterra (bandiera) | C     | Kobbie Mainoo      |
| 74 | Spagna (bandiera)      | D     | Álvaro Fernández   |

## Calciomercato

### Sessione estiva
| Acquisti         | Acquisti          | Acquisti      | Acquisti                     |
| R.               | Nome              | da            | Modalità                     |
| ---------------- | ----------------- | ------------- | ---------------------------- |
| A                | Antony            | Ajax          | definitivo (95 milioni €)    |
| C                | Casemiro          | Real Madrid   | definitivo (70,65 milioni €) |
| D                | Lisandro Martínez | Ajax          | definitivo (57,37 milioni €) |
| D                | Tyrell Malacia    | Feyenoord     | definitivo (15 milioni €)    |
| P                | Martin Dúbravka   | Newcastle Utd | prestito (2,3 milioni €)     |
| C                | Christian Eriksen | Brentford     | gratuito                     |
| Altre operazioni |                   |               |                              |
| R.               | Nome              | da            | Modalità                     |
| A                | Anthony Martial   | Siviglia      | fine prestito                |
| C                | Andreas Pereira   | Flamengo      | fine prestito                |
| D                | Axel Tuanzebe     | Napoli        | fine prestito                |
| A                | Facundo Pellistri | Alavés        | fine prestito                |

| Cessioni         | Cessioni         | Cessioni            | Cessioni                    |
| R.               | Nome             | a                   | Modalità                    |
| ---------------- | ---------------- | ------------------- | --------------------------- |
| C                | James Garner     | Everton             | definitivo (10,4 milioni €) |
| C                | Andreas Pereira  | Fulham              | definitivo (9,5 milioni €)  |
| D                | Eric Bailly      | Olympique Marsiglia | prestito (2 milioni €)      |
| A                | Tahith Chong     | Birmingham City     | prestito (1,75 milioni €)   |
| C                | Paul Pogba       | Juventus            | gratuito                    |
| C                | Nemanja Matić    | Roma                | gratuito                    |
| C                | Jesse Lingard    | Nottingham Forest   | gratuito                    |
| A                | Edinson Cavani   | Valencia            | gratuito                    |
| C                | Juan Manuel Mata | Galatasaray         | gratuito                    |
| D                | Alex Telles      | Siviglia            | prestito                    |
| P                | Dean Henderson   | Nottingham Forest   | prestito                    |
| A                | Amad Diallo      | Sunderland          | prestito                    |
| C                | Hannibal Mejbri  | Birmingham City     | prestito                    |
| D                | Álvaro Fernández | Preston N.E.        | prestito                    |
| P                | Matěj Kovář      | Sparta Praga        | prestito                    |
| Altre operazioni |                  |                     |                             |
| R.               | Nome             | da                  | Modalità                    |
| P                | Lee Grant        |                     | ritiro                      |

### Sessione invernale
| Acquisti         | Acquisti        | Acquisti       | Acquisti                  |
| R.               | Nome            | da             | Modalità                  |
| ---------------- | --------------- | -------------- | ------------------------- |
| A                | Wout Weghorst   | Burnley        | prestito (2,96 milioni €) |
| C                | Marcel Sabitzer | Bayern Monaco  | prestito                  |
| P                | Jack Butland    | Crystal Palace | prestito                  |
| Altre operazioni |                 |                |                           |
| R.               | Nome            | da             | Modalità                  |

| Cessioni         | Cessioni          | Cessioni      | Cessioni      |
| R.               | Nome              | a             | Modalità      |
| ---------------- | ----------------- | ------------- | ------------- |
| D                | Axel Tuanzebe     | Stoke City    | prestito      |
| C                | Shola Shoretire   | Bolton        | prestito      |
| A                | Cristiano Ronaldo |               | svincolato    |
| Altre operazioni |                   |               |               |
| R.               | Nome              | da            | Modalità      |
| P                | Martin Dúbravka   | Newcastle Utd | fine prestito |

## Risultati

### Premier League

#### Girone di andata
| Arbitro: | Tierney |

|                         |           |               |
| Mac Allister 68’ (aut.) | Marcatori | 30’, 39’ Groß |

| Arbitro: | Attwell |

|                                           |           |  |
| Dasilva 10’ Jensen 18’ Mee 30’ Mbeumo 35’ | Marcatori |  |

| Arbitro: | Oliver |

|                         |           |           |
| Sancho 16’ Rashford 53’ | Marcatori | 81’ Salah |

| Arbitro: | Madley |

|  |           |               |
|  | Marcatori | 55’ Fernandes |

| Arbitro: | Pawson |

|  |           |            |
|  | Marcatori | 23’ Sancho |

| Arbitro: | Tierney |

|                              |           |          |
| Antony 16’ Rashford 66’, 75’ | Marcatori | 60’ Saka |

| Arbitro: | Jones |

|             |           |               |
| Olise 90+1’ | Marcatori | 44’ Fernandes |

| Arbitro: | Hooper |

|                         |           |                             |
| Rashford 62’ Sancho 70’ | Marcatori | 1’ Gnonto 48’ (aut.) Varane |

| Arbitro: | Oliver |

|                                          |           |                                      |
| Haaland 34’, 37’, 64’ Foden 8’, 44’, 72’ | Marcatori | 56’ Antony 84’, 90+1’ (rig.) Martial |

| Arbitro: | Coote |

|          |           |                        |
| Iwobi 5’ | Marcatori | 17’ Antony 44’ Ronaldo |

| Manchester 16 ottobre 2022, ore 14:00 WEST 11ª giornata | Manchester Utd | 0 – 0 referto | Newcastle Utd | Old Trafford (73 726 spett.)\| Arbitro: \| Pawson \| |
| Arbitro:                                                | Pawson         |               |               |                                                      |

| Arbitro: | Pawson |

|                        |           |  |
| Fred 47’ Fernandes 69’ | Marcatori |  |

| Arbitro: | Attwell |

|                     |           |                |
| Jorginho 87’ (rig.) | Marcatori | 90+4’ Casemiro |

| Arbitro: | Kavanagh |

|              |           |  |
| Rashford 38’ | Marcatori |  |

| Arbitro: | Taylor |

|                                |           |                   |
| Bailey 7’ Digne 11’ Ramsey 49’ | Marcatori | 45’ (aut.) Ramsey |

| Arbitro: | Tierney |

|           |           |                            |
| James 61’ | Marcatori | 14’ Eriksen 90+3’ Garnacho |

| Arbitro: | Taylor |

|                                   |           |  |
| Rashford 19’ Martial 22’ Fred 87’ | Marcatori |  |

| Arbitro: | Jones |

|  |           |              |
|  | Marcatori | 76’ Rashford |

| Arbitro: | Salisbury |

|                                    |           |  |
| Casemiro 23’ Shaw 49’ Rashford 86’ | Marcatori |  |

#### Girone di ritorno
| Arbitro: | Attwell |

|                            |           |              |
| Fernandes 78’ Rashford 82’ | Marcatori | 60’ Grealish |

| Arbitro: | Taylor |

|                           |           |                           |
| Nketiah 24’, 90’ Saka 53’ | Marcatori | 17’ Rashford 59’ Martínez |

| Arbitro: | Marriner |

|                           |           |             |
| Fernandes 7’ Rashford 62’ | Marcatori | 76’ Schlupp |

| Arbitro: | Tierney |

|  |           |                           |
|  | Marcatori | 80’ Rashford 85’ Garnacho |

| Arbitro: | Attwell |

|                              |           |  |
| Rashford 25’, 56’ Sancho 61’ | Marcatori |  |

| Arbitro: | Brooks |

|              |           |  |
| Rashford 27’ | Marcatori |  |

| Arbitro: | Madley |

|                                                          |           |  |
| Gakpo 43’, 50’ Núñez 47’, 75’ Salah 66’, 83’ Firmino 88’ | Marcatori |  |

| Manchester 12 marzo 2023, ore 15:00 WET 27ª giornata | Manchester Utd | 0 – 0 referto | Southampton | Old Trafford (73 439 spett.)\| Arbitro: \| Taylor \| |
| Arbitro:                                             | Taylor         |               |             |                                                      |

| Arbitro: | Marriner |

|                           |           |  |
| Mac Allister 90+9’ (rig.) | Marcatori |  |

| Arbitro: | Attwell |

|                        |           |  |
| Willock 65’ Wilson 88’ | Marcatori |  |

| Arbitro: | Oliver |

|                           |           |  |
| McTominay 36’ Martial 71’ | Marcatori |  |

| Arbitro: | Hooper |

|  |           |                      |
|  | Marcatori | 32’ Antony 76’ Dalot |

| Arbitro: | Attwell |

|                                                             |           |           |
| Casemiro 6’ Martial 45+6’ Fernandes 73’ (rig.) Rashford 78’ | Marcatori | 89’ Félix |

| Arbitro: | Taylor |

|                   |           |                        |
| Porro 56’ Son 79’ | Marcatori | 7’ Sancho 44’ Rashford |

| Arbitro: | Gillett |

|               |           |  |
| Fernandes 39’ | Marcatori |  |

| Arbitro: | Bankes |

|              |           |  |
| Benrahma 27’ | Marcatori |  |

| Arbitro: | Brooks |

|                            |           |  |
| Martial 32’ Garnacho 90+4’ | Marcatori |  |

| Arbitro: | Kavanagh |

|  |           |             |
|  | Marcatori | 9’ Casemiro |

| Arbitro: | Jones |

|                          |           |          |
| Sancho 39’ Fernandes 55’ | Marcatori | 19’ Tete |

### FA Cup
| Arbitro: | Darren |

|                                                  |           |           |
| Antony 4’ Coady 52’ (aut.) Rashford 90+7’ (rig.) | Marcatori | 14’ Coady |

| Arbitro: | England |

|                            |           |             |
| Casemiro 54’, 58’ Fred 66’ | Marcatori | 72’ Mbengue |

| Manchester 1º marzo 2023, ore 19:45 WET Quinto turno                                     | Manchester Utd | 3 – 1 referto | West Ham Utd | Old Trafford |
| \| \| \| \| \| Aguerd 77’ (aut.) Garnacho 90’ Fred 90+5’ \| Marcatori \| 54’ Benrahma \| |                |               |              |              |
|                                                                                          |                |               |              |              |
| Aguerd 77’ (aut.) Garnacho 90’ Fred 90+5’                                                | Marcatori      | 54’ Benrahma  |              |              |

| Manchester 19 marzo 2023, ore 16:30 WET Quarti di finale                                | Manchester Utd | 3 – 1 referto | Fulham | Old Trafford |
| \| \| \| \| \| Fernandes 75’, 90+6’ (rig.) Sabitzer 77’ \| Marcatori \| 50’ Mitrović \| |                |               |        |              |
|                                                                                         |                |               |        |              |
| Fernandes 75’, 90+6’ (rig.) Sabitzer 77’                                                | Marcatori      | 50’ Mitrović  |        |              |

| Arbitro: | Pawson |

|                                                      |                      |                                                           |
| Mac Allister Groß Undav Estupiñán Dunk Webster March | Tiri di rigore 6 – 7 | Casemiro Dalot Sancho Rashford Sabitzer Weghorst Lindelöf |

| Arbitro: | Tierney |

|                  |           |                      |
| Gündoğan 1’, 51’ | Marcatori | 33’ (rig.) Fernandes |

### EFL Cup
| Arbitro: | Coote |

|                                                        |           |                              |
| Martial 49’ Rashford 67’ Fernandes 78’ McTominay 90+1’ | Marcatori | 48’ Watkins 61’ (aut.) Dalot |

| Arbitro: | Scott |

|                          |           |  |
| Eriksen 27’ Rashford 57’ | Marcatori |  |

| Arbitro: | Gillett |

|                                |           |  |
| Antony 21’ Rashford 90’, 90+4’ | Marcatori |  |

| Nottingham 25 gennaio 2023, ore 21:00 WET Semifinali - Andata            | Nottingham Forest | 0 – 3 referto                          | Manchester Utd | City Ground (29 325 spett.) |
| \| \| \| \| \| \| Marcatori \| 6’ Rashford 45’ Weghorst 89’ Fernandes \| |                   |                                        |                |                             |
|                                                                          |                   |                                        |                |                             |
|                                                                          | Marcatori         | 6’ Rashford 45’ Weghorst 89’ Fernandes |                |                             |

| Manchester 1º febbraio 2023, ore 21:00 WET Semifinali - Ritorno | Manchester Utd | 2 – 0 referto | Nottingham Forest | Old Trafford (72 315 spett.) |
| \| \| \| \| \| Martial 73’ Fred 76’ \| Marcatori \| \|          |                |               |                   |                              |
|                                                                 |                |               |                   |                              |
| Martial 73’ Fred 76’                                            | Marcatori      |               |                   |                              |

| Arbitro: | Coote |

|                           |           |  |
| Casemiro 33’ Rashford 39’ | Marcatori |  |

### UEFA Europa League

#### Fase a Gironi
| Arbitro: | Di Bello |

|  |           |                   |
|  | Marcatori | 59’ (rig.) Méndez |

| Arbitro: | Raczkowski |

|  |           |                               |
|  | Marcatori | 17’ Sancho 39’ (rig.) Ronaldo |

| Arbitro: | João Pinheiro |

|                               |           |                               |
| Ansarifard 34’ Panagiōtou 85’ | Marcatori | 53’, 84’ Rashford 63’ Martial |

| Arbitro: | Brisard |

|                 |           |  |
| McTominay 90+3’ | Marcatori |  |

| Arbitro: | Sidīropoulos |

|                                    |           |  |
| Dalot 44’ Rashford 65’ Ronaldo 81’ | Marcatori |  |

| Arbitro: | Kabakov |

|  |           |              |
|  | Marcatori | 17’ Garnacho |

#### Fase a eliminazione diretta
| Arbitro: | Mariani |

|                         |           |                                |
| Alonso 50’ Raphinha 76’ | Marcatori | 52’ Rashford 59’ (aut.) Koundé |

| Arbitro: | Turpin |

|                     |           |                        |
| Fred 47’ Antony 73’ | Marcatori | 18’ (rig.) Lewandowski |

| Arbitro: | Siebert |

|                                                   |           |           |
| Rashford 6’ Antony 52’ Fernandes 58’ Weghorst 82’ | Marcatori | 32’ Pérez |

| Arbitro: | Jovanović |

|  |           |              |
|  | Marcatori | 55’ Rashford |

| Arbitro: | Zwayer |

|                   |           |                                         |
| Sabitzer 14’, 21’ | Marcatori | 84’ (aut.) Malacia 90+2’ (aut.) Maguire |

| Arbitro: | Soares Dias |

|                            |           |  |
| En-Nesyri 8’, 81’ Badé 47’ | Marcatori |  |

## Statistiche

### Statistiche di squadra
Statistiche aggiornate al 2 giugno 2023.
| Competizione   | Punti | In casa | In casa | In casa | In casa | In casa | In casa | In trasferta | In trasferta | In trasferta | In trasferta | In trasferta | In trasferta | Totale | Totale | Totale | Totale | Totale | Totale | DR  |
| Competizione   | Punti | G       | V       | N       | P       | Gf      | Gs      | G            | V            | N            | P            | Gf           | Gs           | G      | V      | N      | P      | Gf     | Gs     | DR  |
| -------------- | ----- | ------- | ------- | ------- | ------- | ------- | ------- | ------------ | ------------ | ------------ | ------------ | ------------ | ------------ | ------ | ------ | ------ | ------ | ------ | ------ | --- |
| Premier League | 75    | 19      | 15      | 3       | 1       | 36      | 10      | 19           | 8            | 3            | 8            | 22           | 23           | 38     | 23     | 6      | 9      | 58     | 43     | +15 |
| FA Cup         | -     | 4       | 4       | 0       | 0       | 12      | 4       | 1            | 0            | 1            | 0            | 0            | 0            | 5      | 4      | 1      | 0      | 12     | 4      | +8  |
| League Cup     | -     | 4       | 4       | 0       | 0       | 11      | 2       | 1            | 1            | 0            | 0            | 3            | 0            | 6      | 6      | 0      | 0      | 16     | 2      | +14 |
| Europa League  | 15    | 6       | 4       | 1       | 1       | 12      | 5       | 6            | 4            | 1            | 1            | 8            | 8            | 12     | 8      | 2      | 2      | 21     | 12     | +9  |
| Totale         | -     | 33      | 26      | 4       | 2       | 71      | 21      | 27           | 13           | 5            | 9            | 33           | 31           | 61     | 41     | 9      | 11     | 107    | 61     | +46 |

### Statistiche dei giocatori
Sono in corsivo i calciatori che hanno lasciato la società a stagione in corso.
| Giocatore      | Premier League | Premier League | Premier League | Premier League | FA Cup   | FA Cup | FA Cup      | FA Cup     | EFL Cup  | EFL Cup | EFL Cup     | EFL Cup    | Europa League | Europa League | Europa League | Europa League | Totale   | Totale | Totale      | Totale     |
| Giocatore      | Presenze       | Reti           | Ammonizioni    | Espulsioni     | Presenze | Reti   | Ammonizioni | Espulsioni | Presenze | Reti    | Ammonizioni | Espulsioni | Presenze      | Reti          | Ammonizioni   | Espulsioni    | Presenze | Reti   | Ammonizioni | Espulsioni |
| -------------- | -------------- | -------------- | -------------- | -------------- | -------- | ------ | ----------- | ---------- | -------- | ------- | ----------- | ---------- | ------------- | ------------- | ------------- | ------------- | -------- | ------ | ----------- | ---------- |
| Antony         | 25             | 4              | 5              | 0              | 5        | 1      | 0           | 0          | 5        | 1       | 1           | 0          | 9             | 2             | 2             | 0             | 44       | 8      | 8           | 0          |
| R. Bennett     | 0              | 0              | 0              | 0              | 0        | 0      | 0           | 0          | 0        | 0       | 0           | 0          | 0             | 0             | 0             | 0             | 0        | 0      | 0           | 0          |
| N. Bishop      | 0              | 0              | 0              | 0              | 0        | 0      | 0           | 0          | 0        | 0       | 0           | 0          | 0             | 0             | 0             | 0             | 0        | 0      | 0           | 0          |
| J. Butland     | 0              | 0              | 0              | 0              | 0        | 0      | 0           | 0          | 0        | 0       | 0           | 0          | 0             | 0             | 0             | 0             | 0        | 0      | 0           | 0          |
| Casemiro       | 27             | 4              | 7              | 2              | 4        | 2      | 1           | 0          | 6        | 1       | 2           | 0          | 12            | 0             | 3             | 0             | 49       | 7      | 13          | 2          |
| D. Dalot       | 25             | 1              | 6              | 0              | 3        | 0      | 0           | 0          | 3        | 0       | 1           | 0          | 10            | 1             | 1             | 0             | 41       | 2      | 8           | 0          |
| D. de Gea      | 37             | -42            | 0              | 0              | 5        | -4     | 0           | 0          | 2        | 0       | 1           | 0          | 12            | -12           | 0             | 0             | 56       | -58    | 1           | 0          |
| A. Diallo      | 0              | 0              | 0              | 0              | 0        | 0      | 0           | 0          | 0        | 0       | 0           | 0          | 0             | 0             | 0             | 0             | 0        | 0      | 0           | 0          |
| M. Dúbravka    | 0              | 0              | 0              | 0              | 0        | 0      | 0           | 0          | 2        | 0       | 0           | 0          | 0             | 0             | 0             | 0             | 2        | 0      | 0           | 0          |
| A. Elanga      | 16             | 0              | 0              | 0              | 1        | 0      | 0           | 0          | 4        | 0       | 0           | 0          | 5             | 0             | 0             | 0             | 26       | 0      | 0           | 0          |
| E. Bailly      | 0              | 0              | 0              | 0              | 0        | 0      | 0           | 0          | 0        | 0       | 0           | 0          | 0             | 0             | 0             | 0             | 0        | 0      | 0           | 0          |
| C. Eriksen     | 27             | 1              | 3              | 0              | 3        | 0      | 0           | 0          | 4        | 1       | 0           | 0          | 8             | 0             | 0             | 0             | 42       | 2      | 3           | 0          |
| B. Fernandes   | 36             | 7              | 6              | 0              | 5        | 2      | 1           | 0          | 5        | 2       | 2           | 0          | 11            | 1             | 3             | 0             | 57       | 12     | 12          | 0          |
| Fred           | 33             | 2              | 6              | 0              | 5        | 2      | 0           | 0          | 6        | 1       | 2           | 0          | 9             | 1             | 1             | 0             | 53       | 6      | 9           | 0          |
| T. Fredricson  | 0              | 0              | 0              | 0              | 0        | 0      | 0           | 0          | 0        | 0       | 0           | 0          | 0             | 0             | 0             | 0             | 0        | 0      | 0           | 0          |
| A. Garnacho    | 18             | 3              | 3              | 0              | 3        | 1      | 0           | 0          | 5        | 0       | 0           | 0          | 6             | 1             | 1             | 0             | 32       | 5      | 4           | 0          |
| M. Greenwood   | 0              | 0              | 0              | 0              | 0        | 0      | 0           | 0          | 0        | 0       | 0           | 0          | 0             | 0             | 0             | 0             | 0        | 0      | 0           | 0          |
| T. Heaton      | 0              | 0              | 0              | 0              | 2        | 0      | 0           | 0          | 2        | 0       | 0           | 0          | 0             | 0             | 0             | 0             | 4        | 0      | 0           | 0          |
| Z. Iqbal       | 0              | 0              | 0              | 0              | 0        | 0      | 0           | 0          | 0        | 0       | 0           | 0          | 0             | 0             | 0             | 0             | 0        | 0      | 0           | 0          |
| P. Jones       | 0              | 0              | 0              | 0              | 0        | 0      | 0           | 0          | 0        | 0       | 0           | 0          | 0             | 0             | 0             | 0             | 0        | 0      | 0           | 0          |
| V. Lindelöf    | 19             | 0              | 1              | 0              | 3        | 0      | 1           | 0          | 4        | 0       | 0           | 0          | 7             | 0             | 0             | 0             | 33       | 0      | 2           | 0          |
| H. Maguire     | 15             | 0              | 4              | 0              | 4        | 0      | 2           | 0          | 4        | 0       | 2           | 0          | 7             | 0             | 1             | 0             | 30       | 0      | 9           | 0          |
| K. Mainoo      | 1              | 0              | 0              | 0              | 1        | 0      | 0           | 0          | 1        | 0       | 0           | 0          | 0             | 0             | 0             | 0             | 3        | 0      | 0           | 0          |
| T. Malacia     | 21             | 0              | 6              | 0              | 4        | 0      | 1           | 0          | 4        | 0       | 1           | 0          | 9             | 0             | 1             | 0             | 38       | 0      | 9           | 0          |
| A. Martial     | 20             | 6              | 0              | 0              | 2        | 0      | 0           | 0          | 3        | 2       | 0           | 0          | 3             | 1             | 0             | 0             | 28       | 9      | 0           | 0          |
| L. Martínez    | 27             | 1              | 6              | 0              | 3        | 0      | 1           | 0          | 5        | 0       | 1           | 0          | 10            | 0             | 3             | 0             | 45       | 1      | 11          | 0          |
| C. McNeill     | 0              | 0              | 0              | 0              | 0        | 0      | 0           | 0          | 0        | 0       | 0           | 0          | 1             | 0             | 0             | 0             | 1        | 0      | 0           | 0          |
| S. McTominay   | 23             | 1              | 7              | 0              | 3        | 0      | 1           | 0          | 4        | 1       | 1           | 0          | 7             | 1             | 0             | 0             | 37       | 3      | 9           | 0          |
| H. Mejbri      | 0              | 0              | 0              | 0              | 0        | 0      | 0           | 0          | 0        | 0       | 0           | 0          | 0             | 0             | 0             | 0             | 0        | 0      | 0           | 0          |
| T. Mengi       | 0              | 0              | 0              | 0              | 0        | 0      | 0           | 0          | 0        | 0       | 0           | 0          | 0             | 0             | 0             | 0             | 0        | 0      | 0           | 0          |
| F. Pellistri   | 3              | 0              | 0              | 0              | 1        | 0      | 0           | 0          | 2        | 0       | 1           | 0          | 3             | 0             | 2             | 0             | 9        | 0      | 3           | 0          |
| M. Rashford    | 34             | 17             | 2              | 0              | 5        | 1      | 0           | 0          | 6        | 6       | 0           | 0          | 9             | 6             | 0             | 0             | 54       | 30     | 2           | 0          |
| C. Ronaldo     | 10             | 1              | 2              | 0              | 0        | 0      | 0           | 0          | 6        | 3       | 0           | 0          | 6             | 2             | 1             | 0             | 22       | 6      | 3           | 0          |
| M. Sabitzer    | 11             | 0              | 1              | 0              | 3        | 1      | 0           | 0          | 1        | 0       | 0           | 0          | 3             | 2             | 0             | 0             | 18       | 3      | 1           | 0          |
| J. Sancho      | 25             | 5              | 0              | 0              | 2        | 0      | 0           | 0          | 2        | 0       | 0           | 0          | 10            | 1             | 0             | 0             | 39       | 6      | 0           | 0          |
| L. Shaw        | 31             | 1              | 8              | 0              | 3        | 0      | 1           | 0          | 3        | 0       | 1           | 0          | 9             | 0             | 2             | 0             | 46       | 1      | 12          | 0          |
| S. Shoretire   | 0              | 0              | 0              | 0              | 0        | 0      | 0           | 0          | 0        | 0       | 0           | 0          | 0             | 0             | 0             | 0             | 0        | 0      | 0           | 0          |
| A. Tuanzebe    | 0              | 0              | 0              | 0              | 0        | 0      | 0           | 0          | 0        | 0       | 0           | 0          | 0             | 0             | 0             | 0             | 0        | 0      | 0           | 0          |
| D. van de Beek | 7              | 0              | 0              | 0              | 0        | 0      | 0           | 0          | 1        | 0       | 0           | 0          | 2             | 0             | 0             | 0             | 10       | 0      | 0           | 0          |
| R. Varane      | 24             | 0              | 1              | 0              | 2        | 0      | 0           | 0          | 2        | 0       | 0           | 0          | 5             | 0             | 1             | 0             | 33       | 0      | 2           | 0          |
| R. Vitek       | 0              | 0              | 0              | 0              | 0        | 0      | 0           | 0          | 0        | 0       | 0           | 0          | 0             | 0             | 0             | 0             | 0        | 0      | 0           | 0          |
| A. Wan-Bissaka | 19             | 0              | 2              | 0              | 3        | 0      | 0           | 0          | 5        | 0       | 0           | 0          | 6             | 0             | 0             | 0             | 33       | 0      | 2           | 0          |
| W. Weghorst    | 16             | 0              | 1              | 0              | 4        | 0      | 0           | 0          | 3        | 1       | 0           | 0          | 6             | 1             | 1             | 0             | 29       | 2      | 2           | 0          |
| B. Williams    | 0              | 0              | 0              | 0              | 0        | 0      | 0           | 0          | 1        | 0       | 0           | 0          | 0             | 0             | 0             | 0             | 1        | 0      | 0           | 0          |